# The Feetwarmers
The Feetwarmers was een Duitse jazzband, die in 1953 werd opgericht in Düsseldorf en actief was tot 1963.

## Bezetting
Oprichters
- Jürgen Buchholtz (trompet, tot 1961)
- Klaus Schmitz (klarinet, tot 1954)
- Klaus Wildenhaus (trombone, tot 1954)
- Klaus Doldinger (piano)
- Lutz Nagel (banjo, gitaar, tot 1956)
- Stefan Buchholtz (drums, tot 1956)

Laatste bezetting
- Ingfried Hoffmann (trompet, sinds 1962)
- Klaus Doldinger (klarinet, sopraan-, tenorsaxofoon)
- Helmut Kandlberger (banjo, gitaar, sinds 1962)
- Klaus Weiss (drums, sinds 1962)

Voormalige leden
- Heinz Schellerer (klarinet, altsaxofoon, 1957–1959)
- Manfred Wagner (trombone, 1954)
- Erich Schilling (trombone, 1954–1959)
- Manfred Lahnstein (trombone, 1959–1961)
- Ingfried Hoffmann (piano, 1954)
- Horst E. Mutterer (piano, 1955–1959)
- Robert Theobald (piano, 1956)
- Claudio Szenkar (piano, vibrafoon, 1959–1961)
- Dieter Süverkrüp (gitaar, banjo, 1956–1959)
- Alfons Zschockelt (gitaar, banjo, 1959–1961)
- Heino Ribbert (contrabas, 1954–1961)
- Fred Schuler (drums, 1956–1958)
- Kurt Bong (drums, 1958–1961)

## Geschiedenis
De band werd in 1953 opgericht door trompettist Jürgen Buchholtz. De leden – drie scholieren, twee leerlingen en een medicijnenstudent – ontmoetten zich aanvankelijk 's zondags namiddag om te oefenen in het huis van de familie Buchholtz of in het postkantoor in Pempelfort, dat werd geleid door Klaus Doldingers vader. Voor hun eerste optreden noemde de band zich naar Sidney Bechets band in New Orleans.
Na meerdere mutaties (onder andere de jeugdige Doldinger wisselde van piano naar sopraansaxofoon)  plaatste de band zich in 1955 tijdens het Duitse amateur-jazzfestival in de categorie Oude Stijl op de 2e plaats. In november van hetzelfde jaar kreeg de band tijdens het internationale jazztoernooi van de Hot Club de Belgique de Grand Prix d'Honneur. Doldinger werd bovendien onderscheiden met de Cup Sidney Bechet. Daarna kreeg de band een platencontract. In totaal was de band betrokken bij tien opnamesessies tussen 1955 en 1963.
Na een verdere mutatie in 1956 volgde een qua stijl nieuwe omstelling naar de Chicago-jazz. In 1957 behaalden The Feetwarmers tijdens het Duitse amateur-jazzfestival de 1e plaats. Bovendien werden de muzikanten van de band naar hun instrumenten als beste solisten onderscheiden. In januari 1959 was de band betrokken bij een auto-ongeluk tijdens hun rit naar de Berlijnse Jazz-Salon. Pianist Horst Mutterer, jarenlang leider van de band, overleed en twee verdere muzikanten liepen zware verwondingen op. Acht dagen later was de bandbus betrokken bij een verder ongeluk, waarbij bassist Heino Ribbert zwaar en Klaus Doldinger licht gewond werden. Drie maanden later haalden The Feetwarmers ondanks de nodige mutaties opnieuw de 1e plaats bij het amateur-jazzfestival in de categorie Ensemble. Na een nieuwe prijs bij het amateur-jazzfestival in 1960 werden ze beloond met een studiereis van drie weken door de Verenigde Staten, waar ze in New Orleans werden benoemd tot ereburgers.
Na een concerttournee in 1961 en beroepsmatige mutaties werd de band rond Jürgen Buchholtz niet meer actief. De naam The Feetwarmers gebruikte Doldinger tot 1963 verder, als hij werd gevraagd om ook traditionele jazz te spelen. De muzikanten van zijn kwartet wisselden dan de instrumenten en de stijl. In januari 1963 volgden nog opnamen bij de SWF in Baden-Baden, die in de 31e aflevering van het tv-programma Jazz – gehört und gesehen van Joachim E. Berendts op 22 februari van hetzelfde jaar werden uitgezonden.
In 1994 presenteerde Doldinger The Feetwarmers nog een keer als sextet tijdens de Leverkusener Jazztage.

## Discografie
- 1955: The Feetwarmers Play the Blues
- 1957: Gruß an Zarah
- 1958: Wild Bill Davison and The Feetwarmers
- ????: Klaus Doldinger Works & Passion 1955–2000